# Epidote Peak
Der Epidote Peak ist ein markanter und felsiger Berg in der antarktischen Ross Dependency. Im Königin-Maud-Gebirge ragt er unmittelbar nördlich der Mündung des Held-Gletschers auf und überragt die Westflanke des Shackleton-Gletschers.
Eine Mannschaft der Texas Tech University, die den Shackleton-Gletscher zwischen 1964 und 1965 erkundete, nahm die Benennung vor. Namensgebend sind die Vorkommen des Minerals Epidot, die dem Berg ein gesprenkeltes Aussehen verleihen.